# Tiefenbach, Cham
Tiefenbach là một đô thị ở huyện Cham bang Bayern nước Đức. Đô thị Tiefenbach, Upper Palatinate có diện tích 45,82 km², dân số thời điểm ngày 31 tháng 12 năm 2006 là 2137 người.